# Pointe-à-Pitre
Pointe-à-Pitre (francouzská výslovnost pwɛ̃tapitʁ, v antilské kreolštině pwɛ̃tapit, nebo jen Lapwent, IPA: lapwɛ̃t) je po Les Abymes druhá nejlidnatější obec ve francouzském zámořském departementu a zároveň zámořském regionu Guadeloupe na Malých Antilách. Spolu se sousedními městy Les Abymes, Baie-Mahault a Le Gosier tvoří Pointe-à-Pitre, kde v roce 2022 žilo 14 855 obyvatel, aglomeraci Pointe-à-Pitre–Les Abymes, v níž v roce 2022 žilo 252 132 obyvatel. Na celonárodní úrovni to znamená 26. místo.
Obec je podprefekturou departementu Guadeloupe a od reformy francouzských kantonů v roce 2014 je hlavním městem stejnojmenného kantonu. Před tímto datem byla oblast rozdělena na tři kantony: Pointe-à-Pitre-1, Pointe-à-Pitre-2 a Pointe-à-Pitre-3. V letech 1955 až 1985 existoval i kanton Pointe-à-Pitre-4.

## Geografie
Pointe-à-Pitre se nachází v jihozápadní části ostrova Grande-Terre s výhledem na chráněný přístav v zátoce Petit Cul-de-Sac Marin otevřený do Karibského moře. Má ideální polohu ve střední části dvojostrova Guadeloupe v blízkosti 7,5 km dlouhého a 0,05–1,17 km širokého průlivu zvaného „Solná řeka“ ("Rivière Salée"), který od sebe odděluje ostrovy Grande-Terre a Basse-Terre.

## Historie

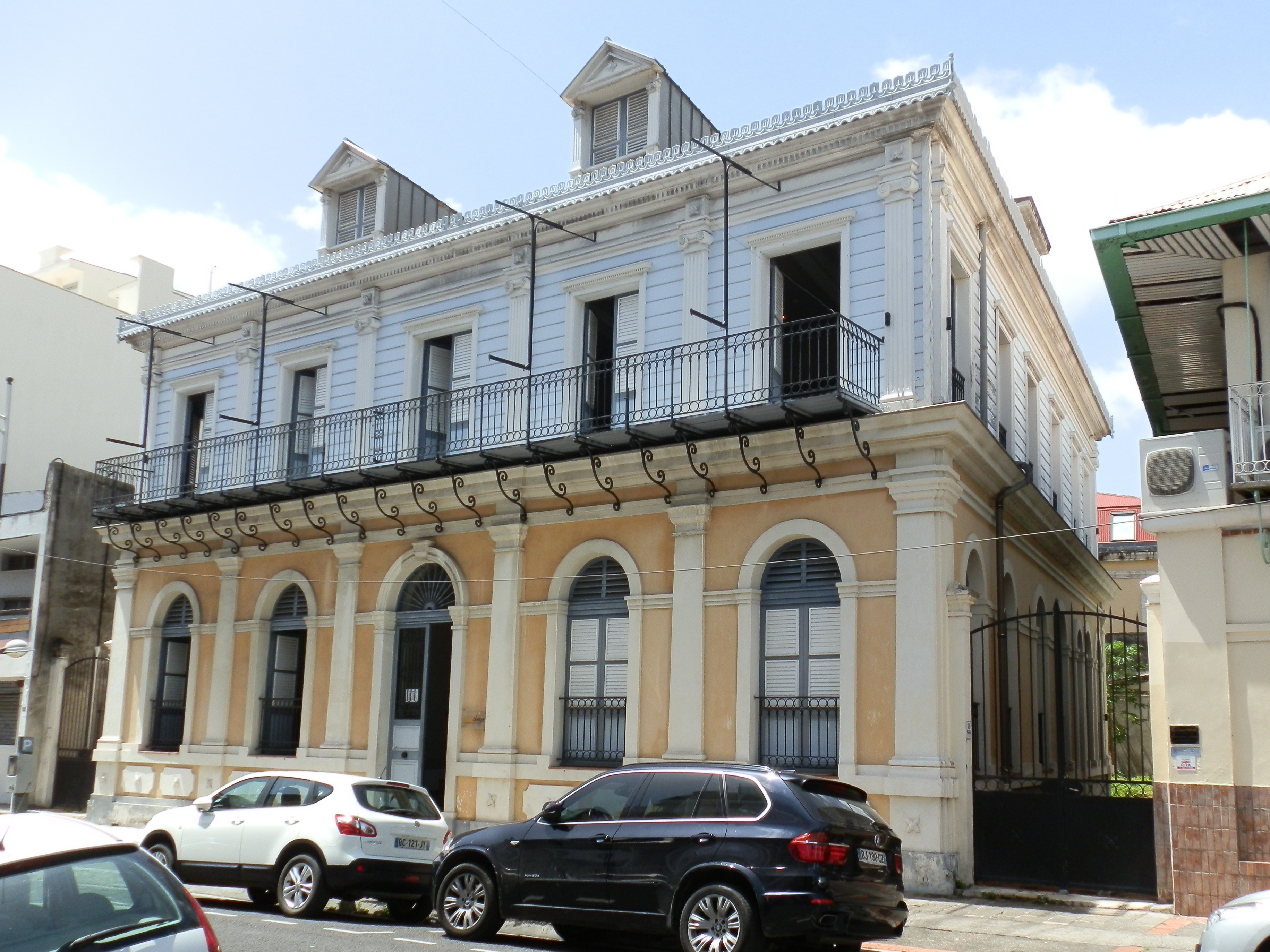
Stará radnice v Pointe-à-Pitre

Od počátku francouzské kolonizace Guadeloupe přitahovala oblast dnešního Pointe-à-Pitre pozornost koloniálních úřadů. Leží totiž v centru dvojostrova, na „křižovatce“ mezi ostrovy Basse-Terre a Grande-Terre, což z ní dělá vhodnou alternativu k dnešnímu hlavnímu městu celého departementu Basse-Terre. Několik pokusů, jež se uskutečnily v letech 1713–1730, však ztroskotalo kvůli zdejší nezdravým mangrovovým bažinám.
Během britské vojenské okupace Guadeloupe v letech 1759–1763, která se uskutečnila v rámci sedmileté války, byla na kopci nad mokřady vybudována osada. Poté co se Guadeloupe v roce 1763 po podepsání Pařížské smlouvy navrátil zpět do francouzských rukou, založil guvernér Gabriel de Clieu roku 1764 oficiálně město Pointe-à-Pitre. Bažiny, kde se dnes nachází centrum města, byly v následujících letech odvodněny, což umožnilo následný rychlý rozvoj města.
Město se rychle rozvíjelo i díky francouzským korzárům. Mělo nicméně smůlu na nejrůznější katastrofy. V roce 1776 se tudy přehnal ničivý hurikán, který po sobě zanechal na Guadeloupe na 6000 mrtvých. Roku 1780 město zcela zničil velký požár. O třiašedesát let později, v roce 1843, srovnalo Pointe-à-Pitre se zemí zemětřesení. Historii města poznamenala řada dalších katastrof. V letech 1850, 1871 a 1931 to byly požáry, v letech 1851 a 1897 zemětřesení a v letech 1865 a 1928 hurikány. Ve městě rovněž řádilo několik epidemií cholery. Nicméně díky své výhodné poloze a velkému krytému přístavu se však Pointe-à-Pitre přesto stalo ekonomickým hlavním městem Guadeloupe.
Zrušení otroctví v roce 1848 významně podpořilo přísun potřebné pracovní síly do města. Dorazili sem příslušníci řady národností, mimo jiné Indové, Kapverďané, obyvatelé Karibiku, Číňané, Japonci a další.

## Městská oblast
Poměrně nevelké město Pointe-à-Pitre je centrem mnohem větší aglomerace Pointe-à-Pitre (Pointe-à-Pitre–Les Abymes), kterou tvoří celkem 11 obcí. Podle údajů sčítání lidu z roku 2018 žilo v této městské oblasti 250 952 obyvatel, což představuje 65 % zdejší populace. Tato aglomerace je největší na Guadeloupe a jednou z největších mezi francouzskými zámořskými územími a departementy.

### Seznam obcí aglomerace
Těchto jedenáct obcí tvoří městskou oblast Pointe-à-Pitre či Pointe-à-Pitre–Les Abymes:
| Pořadí | Sídlo          | Rozloha (km²) | Počet obyv. (2022) | Hustota obyv. na km² | Poznámka |
| ------ | -------------- | ------------- | ------------------ | -------------------- | --- |
| 1      | Les Abymes     | 81,25         | 51 760             | 637                  | Nejlidnatější obec v aglomeraci a na Guadeloupe. Aglomerace Pointe-à-Pitre se často nazývá aglomerací Pointe-à-Pitre–Les Abymes. |
| 2      | Baie-Mahault   | 46,00         | 30 943             | 637                  | Hlavní námořní přístav a nejprůmyslovější obec souostroví, největší průmyslový park na Malých Antilách.                          |
| 3      | Le Gosier      | 45,20         | 27 205             | 602                  | |
| 4      | Lamentin       | 65,60         | 15 839             | 281                  | |
| 5      | Morne-à-l'Eau  | 64,50         | 15 839             | 246                  | |
| 6      | Le Moule       | 82,84         | 22 924             | 277                  | |
| 7      | Petit-Bourg    | 129,88        | 24 299             | 187                  | |
| 8      | Petit-Canal    | 70,50         | 8 206              | 116                  | |
| 9      | Pointe-à-Pitre | 2,66          | 14 855             | 5585                 | Historické, obchodní a správní srdce aglomerace.                                                                                 |
| 10     | Sainte-Anne    | 80,29         | 24 415             | 304                  | |
| 11     | Saint-François | 61,00         | 13 249             | 217                  | |